# Савеловська (станція метро, Серпуховсько-Тимірязєвська лінія)
55°47′37″ пн. ш. 37°35′15″ сх. д. / 55.79361° пн. ш. 37.58750° сх. д.
«Саве́ловська» (рос. Савёловская) — станція Серпуховсько-Тимірязєвської лінії Московського метрополітену. Розташована між станціями «Дмитровська» і «Менделєєвська».
Станцію відкрито 31 грудня 1988 у складі черги «Чеховська» — «Савеловська»

## Технічна характеристика
Конструкція станції — пілонна трисклепінна. (глибина закладення — 52 м).

## Вестибюлі
Наземних вестибюлів немає, вхід у підземні вестибюлі «Савеловської» здійснюється через підземні переходи із площі Савеловського вокзалу. Метро розташовується близько багаторівневої транспортної розв'язки вулиць Нижня Масловка, Сущевський Вал (входять в Третє транспортне кільце), Бутирська та Новослобідська вулиця.

## Оздоблення
Пілони оздоблені світлим мармуром і розсічені вузькими прорізами, викладеними сірим грубозернистим гранітом. Підлога викладена сірим гранітом. Колійні стіни оздоблені світлим мармуром. Ескалатори знаходяться з одного боку залу, на протилежній стороні знаходиться глухий кут.
На кожній колійній стіні розташовано по 4 смальтових мозаїк, що схематично ілюструють історію залізничного транспорту. Сюжети на протилежних панно одні й ті ж, тільки різниться колірна гамма.

## Колійний розвиток

Схема колійного розвитку станції «Савеловська»

Станція з колійним розвитком — 3 стрілочних переводи і 1 станційна колія для обороту та відстою рухомого складу.

## Пересадки
- Автобуси: м40, 72, 82, 87, 379, 382, 384, 447, 466, с484, с543, 727, т29, т56, т78;
  - обласний: 415
- Метростанцію  Савеловська
- Залізничну станцію та станцію МЦД  Москва-Бутирська
- станцію МЦД  Савеловська